# Angela Schneider (Politikerin)
Angela Schneider (* 31. Mai 1944 in Rabenstein) ist eine deutsche Politikerin (PDS). Sie war 1990 wenige Monate Abgeordnete der Volkskammer der DDR und von 1990 bis 2004 Abgeordnete im Landtag von Sachsen.

## Leben
Schneider besuchte in Karl-Marx-Stadt die Erweiterte Oberschule und machte 1962 ihr Abitur. Anschließend studierte sie bis 1966 am Pädagogischen Institut Zwickau die Fächer Deutsch und Sport. Danach war sie bis 1968 als Lehrerin in Karl-Marx-Stadt und danach bis 1970 in Altendorf tätig. Ab 1970 übernahm sie das Amt der stellvertretenden Direktorin dieser Schule, was sie bis 1978 blieb. Sie war von 1980 bis 1981 politische Mitarbeiterin der Stadtbezirksleitung der SED in Karl-Marx-Stadt, danach war sie bis 1990 Direktorin mehrerer Schulen in Karl-Marx-Stadt. Im Jahr 1990 wurde sie Mitglied der GEW.

## Politik
Schneider trat 1969 der SED bei und wurde 1990 Mitglied der PDS. Im März 1990 wurde sie Mitglied der letzten Wahlperiode der Volkskammer. Nach der Wiedervereinigung wurde sie in der ersten Landtagswahl 1990 in den sächsischen Landtag gewählt und blieb dies bis zum Ende der dritten Wahlperiode 2004. Im Landtag war sie in der ersten Wahlperiode Mitglied im Ausschuss für Schule, Jugend und Sport. In der zweiten Wahlperiode war sie stellvertretende Vorsitzende der PDS-Fraktion und in der dritten Periode Vorsitzende des Petitionsausschusses. Sie war seit Juni 1999 Stadträtin in Chemnitz und Vorsitzende der dortigen PDS-Fraktion.